# Diacyclops cryonastes
Diacyclops cryonastes – gatunek widłonoga z rodziny Cyclopidae, nazwa naukowa gatunku została po raz pierwszy opublikowana w 1985 roku przez australijskiego biologa Davida W. Mortona.